# Jakob Henningsen
Jakob Henningsen (født 26. november 1971 i Viborg) er en dansk diplomat som siden 1. september 2024 har været Danmarks ambassadør i Polen. Han har tidligere været Danmarks ambassadør i Rusland og været kontorchef i både Udenrigsministeriet og Statsministeriet.
Jakob Henningsen er født i Viborg i 1971. Han blev MA i internationale politiske relationer fra University of Warwick i England i 1994 og kandidat i statskundskab (cand.scient.pol.) fra Aarhus Universitet i 1997. Han var ambassadesekretær på Danmarks ambassade i Tanzania 2001-2004 og blev så områdeansvarlig på Sikkerhedspolitisk Kontor i Udenrigsministeriet 2004-2007. Han gjorde igen tjeneste udenfor Danmark fra 2007-2015. Først som souschef på den danske ambassade i Canada til 2011 og derefter som souschef ved den danske Nato-delegation i Bruxelles.
I 2015 blev Jakob Henningsen kontorchef i sikkerhedspolitisk kontor i Udenrigsministeriet, og fra 2015 til 2021 var han kontorchef i Statsministeriet hvor han stod for områderne national sikkerhed og udenrigs- og sikkerhedspolitik. Han var associeret partner i konsultentvirksomheden Navigate Public Affairs 2021-2022 før han 1. september 2022 tiltrådte som Danmarks ambassadør til Rusland på den danske ambassade i Moskva. Han afløste den tidligere danske ambassadør Carsten Søndergaard.
Jakob Henningsen er ridder af Dannebrog.